# 安赫尔·费尔南德斯·佩雷斯
安赫尔·费尔南德斯·佩雷斯（西班牙語：Ángel Fernández Pérez，1988年9月16日—），西班牙男子手球运动员。他曾代表西班牙国家队参加2020年夏季奥林匹克运动会手球比赛，获得一枚铜牌。